# Liste der Kulturdenkmale in Ahorn (Baden)

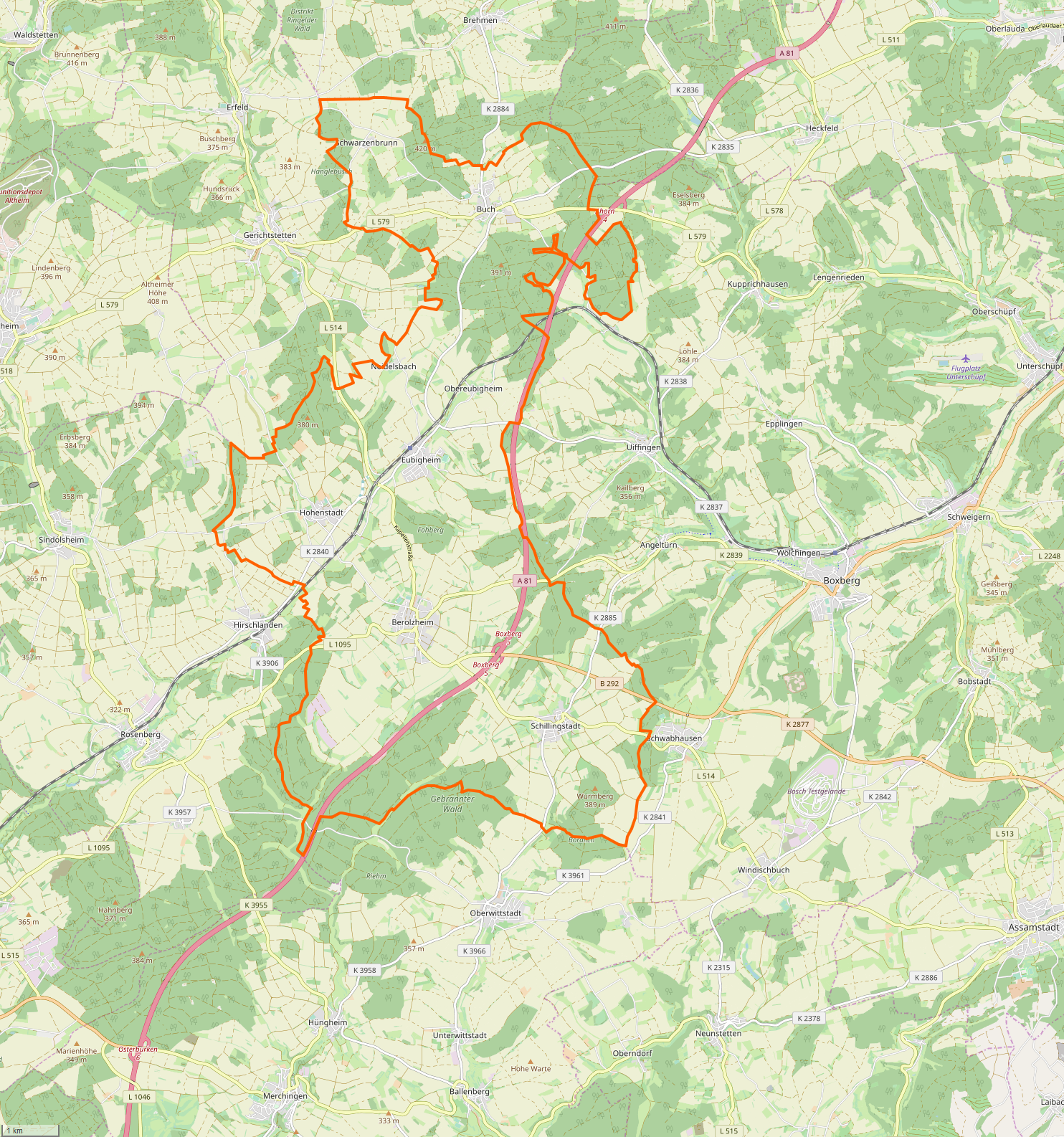
Gemarkung und Lage der Gemeinde Ahorn (Baden)

Wappen der Gemeinde Ahorn (Baden)

In der Liste der Kulturdenkmale in Ahorn sind unbewegliche Bau- und Kunstdenkmale aller Ortsteile von Ahorn aufgeführt. Grundlage für diese Liste ist die vom Regierungspräsidium Stuttgart herausgegebene Liste der Bau- und Kunstdenkmale mit Stand vom 15. Februar 2012. Der Artikel ist Teil der übergeordneten Liste der Kulturdenkmale im Main-Tauber-Kreis. Diese Liste ist nicht rechtsverbindlich. Eine rechtsverbindliche Auskunft ist lediglich auf Anfrage bei der Unteren Denkmalschutzbehörde der Gemeinde Ahorn erhältlich.
Kleindenkmale wie beispielsweise Bildstöcke, Statuen und Wegkreuze blieben im Gemeindegebiet zahlreich erhalten. Der Grund liegt in der seit dem Mittelalter durchgehend landwirtschaftlichen Struktur. Es kam in der Neuzeit zu keiner Verdichtung von Siedlung und Industrie wie in den Ballungsgebieten, so dass diese Kulturdenkmale im Freiland weitgehend erhalten blieben.

## Allgemein
- Bild: Zeigt ein ausgewähltes Bild aus Commons, „Weitere Bilder“ verweist auf die Bilder im Medienarchiv Wikimedia Commons.
- Bezeichnung: Nennt den Namen, die Bezeichnung oder die Art des Kulturdenkmals.
- Lage: Straßenname und Hausnummer oder Flurstücknummer des Kulturdenkmals, gegebenenfalls auch den Ortsteil. Die Grundsortierung der Liste erfolgt nach dieser Adresse. Der Link (Karte) führt zu verschiedenen Kartendiensten mit der Position des Kulturdenkmals. Fehlt dieser Link, wurden die Koordinaten noch nicht eingetragen. Sind diese bekannt, können sie über ein Tool mit einer Kartenansicht einfach nachgetragen werden. In dieser Kartenansicht sind Kulturdenkmale ohne Koordinaten mit einem roten bzw. orangen Marker dargestellt und können durch Verschieben auf die richtige Position in der Karte mit Koordinaten versehen werden. Kulturdenkmale ohne Bild sind an einem blauen bzw. roten Marker erkennbar.
- Datierung: Baubeginn, Fertigstellung, Datum der Erstnennung oder grobe zeitliche Einordnung entsprechend des Eintrags in der zuständigen Denkmaldatenbank (Landesamt für Denkmalpflege Baden-Württemberg).
- Beschreibung: Kurzcharakteristik des Kulturdenkmals.

## Bau-, Kunst- und Kulturdenkmale der Gemeinde Ahorn

### Berolzheim
Bau-, Kunst- und Kulturdenkmale in Berolzheim:
| Bild           | Bezeichnung    | Lage                         | Datierung | Beschreibung | ID                       |
| -------------- | -------------- | ---------------------------- | --------- | --- | ------------------------ |
| Weitere Bilder | Kriegerdenkmal | Hauptstraße 3 (bei) (Karte)  |           | Kriegerdenkmal Erster und Zweiter Weltkrieg. |                          |
|                | Kapelle        | Kapellenstraße 35            | 1878      | Kapelle, Neugotischer Massivbau mit Dachreiter und polygonalem Abschluss. 1878 bezeichnet. |                          |
|                | St. Kilian     | Kirchbrunnenstraße 5 (Karte) | 1844      | Kath. Pfarrkirche St. Kilian, Saalbau im Rundbogenstil mit Eingangsturm, erbaut 1844 durch Baumeister Brenner, sowie barocke Ölberggruppe, Sandstein. Die Pfarrkirche verfügt über ein vierstimmiges Geläut der Gießerei Grüninger aus den Jahren 1925 und 1949. In einem Stahlglockenstuhl hängen die vier Glocken in zwei Gefachen auf zwei Etagen. In den Uhrschlag sind die Glocken 2, 3 und 4 integriert. | BW                       |
| Weitere Bilder | Bildstock      | Hauptstraße 54 (Karte)       | 1915      | Christkönig-Bildstock mit Inschrift, Skulptur aus rotem Sandstein, zeigt Jesus mit Dornenkrone | Wikidata-Objekt anzeigen |

### Buch am Ahorn
Bau-, Kunst- und Kulturdenkmale in Buch am Ahorn (mit dem Dorf Buch am Ahorn und dem Weiler Schwarzenbrunn):
| Bild           | Bezeichnung         | Lage                           | Datierung       | Beschreibung | ID |
| -------------- | ------------------- | ------------------------------ | --------------- | --- | -- |
| Weitere Bilder | Evangelische Kirche | Lindenstraße 31 (Karte)        | 1752            | Evangelische Kirche in Buch am Ahorn, Barocker Saalbau, 1752 bezeichnet, an der Stelle einer älteren Kirche errichtet. Von der alten Kirche wurde nur der Turm beibehalten, der 1892 wiederum durch einen neuen ersetzt werden musste. Orgel von 1771.     |    |
|                | Grabstein           | Lindenstraße 31                | 1730            | Barock-Epitaph an der Südfront der Kirche, von 1730, Johann Philipp Roth |    |
|                | Grabstein           | Lindenstraße 31                | 1628            | Grabplatte, unten an der Terrassenmauer der Kirche, von 1628, Erasmus Treutlinger |    |
| Weitere Bilder | Kriegerdenkmal      | Lindenstraße 31 (bei) (Karte)  |                 | Kriegerdenkmal für die Gefallenen des Dorfes im Ersten und Zweiten Weltkriegs in Buch am Ahorn. An der Kirche befindet sich das Kriegerdenkmal. In der Mitte eine Sandsteinsäule mit herausgearbeitetem Kreuz. Daneben insgesamt sechs Namensgedenksteine. |    |
| Weitere Bilder | Gefallenendenkmal   | Friedhof Buch am Ahorn (Karte) |                 | Gefallenendenkmal Zweiter Weltkrieg. Auf dem Friedhof befindet sich eine kleine Anlage für die am 31.03.1945 bei Buch am Ahorn Gefallenen. Zwei Steinplatten befinden sich in einer Grünanlage.                                                            |    |
|                | Sühnekreuz          | (Karte)                        | ca. 16./17. Jh. | Sühnekreuz Ahorn I / Ortsteil Buch am Ahorn. Ein pflügender Bauer kam hier zu Tode als ihm die Ochsen durchgegangen sind. Siehe auch: Liste der Mord- und Sühnekreuze in Ahorn.                                                                            | BW |
|                | Sühnekreuz          | (Karte)                        | ca. 16./17. Jh. | Sühnekreuz Ahorn II / Ortsteil Buch am Ahorn. „Kreuzstein“ / Wird mit dem Dreißigjährigen Krieg in Verbindung gebracht. Siehe auch: Liste der Mord- und Sühnekreuze in Ahorn.                                                                              | BW |

### Eubigheim
Bau-, Kunst- und Kulturdenkmale in Eubigheim (mit Dorf (Unter-)Eubigheim und der Weiler Obereubigheim):
| Bild           | Bezeichnung                        | Lage                          | Datierung | Beschreibung | ID |
| -------------- | ---------------------------------- | ----------------------------- | --------- | --- | -- |
|                | Bahnhof Eubigheim                  | Bahnhofstraße 14 (Karte)      | 1866      | Bahnhof Eubigheim. Am 1. November 1866 wurde ein Teilstück der „Odenwaldbahn“ von Osterburken über Eubigheim nach Lauda in Betrieb genommen. Zu diesem Zeitpunkt war das Empfangsgebäude ebenfalls fertiggestellt. Gegenüber dem Empfangsgebäude befindet sich ein Raiffeisengebäude mit Getreidesilo. Links vom Stationsgebäude befindet sich ein Aborthäuschen gefolgt von einem Freiladegleis und einem frei stehenden Güterschuppen. Im Gebäude ist ein Stellwerkraum mit einem Spurplandrucktastenstellwerk.                                                                                            | BW |
| Weitere Bilder | Bettendorf’sches Schloss (Rathaus) | Schloßstraße 24 (Karte)       | 1566      | Rathaus. Ehemaliges Wasserschloss. Massivbau mit Krüppelwalm und Ecktürmen. Rundbogige Mitteldurchfahrt 1566 bez. mit barockem Wappenstein, Saalflügel aus Zeit zwischen 1750 und 1780. Ehemaliges Bettendorf’sches Schloss; ein altes Wasserschloss mit verschüttetem Graben; bestehend aus zwei Bauteilen. Größerer Bauteil mit zwei Erkertürmchen an den Ecken versehen. Später als Rathaus und Schulhaus eingerichtet. Bettendorf’sches Allianzwappen über dem äußeren Torweg; während der innere die Jahreszahl 1566 aufweist. Reich verzierte Barock-Pfeiler am Eingang zum Garten von der Straße aus. |    |
| Weitere Bilder | Kriegerdenkmal                     | Schloßstraße 24 (bei) (Karte) |           | Kriegerdenkmal 1870/71, Erster und Zweiter Weltkrieg. An der Gemeindeverwaltung befindet sich das Kriegerdenkmal. Ein auf einem mehrstufigen Podest stehende Säule auf der die Siegesgöttin steht. Davor eine Namenstafel aus Marmor. An der Mauer dahinter sind drei Namensplatten aus Sandstein angebracht. |    |
| Weitere Bilder | St. Maria                          | Schlossstraße 28 (Karte)      | 1781/1958 | Katholische Pfarrkirche St. Maria in Eubigheim. Neubau von 1958 mit barocker Fassade von 1781 mit Pietànische. Heller Bau in klassizistischen Formen, von 1781 mit Inschrift über der Eingangstür. |    |
| Weitere Bilder | Evangelische Kirche                | Schlossstraße 29 (Karte)      | 1780      | Evangelische Pfarrkirche in Eubigheim. Barocker Saalbau mit Dachreiter. Reiche Portalrahmung, Rokokotürblatt, 1780 bezeichnet. In ähnlichem Dimensionen und Formen wie die katholische Kirche. Beide Kirchen scheinen vom selben Architekten errichtet worden zu sein. |    |
|                | Synagoge                           | Meisenstraße 3 (Karte)        | 1850      | Ehemalige Synagoge in Untereubigheim | BW |
| Weitere Bilder | Jüdischer Friedhof                 | Vierzehnmorgen (Karte)        | 1850      | Ehemaliger Jüdischer Friedhof in Untereubigheim. Um 1850 wurde im Gewann Vierzehnmorgen ein jüdischer Friedhof angelegt. Der Friedhof wurde bis nach 1933 genutzt und bis heute sind noch 39 Grabsteine vorhanden. Der älteste erhaltene Grabstein stammt aus dem Jahre 1880, die letzte Bestattung fand vermutlich 1938 statt. |    |
|                | Platte                             |                               | 1623      | Platte an einem Haus in der Nähe des Schlosses mit Reliefdarstellung des Rüdt’schen Wappens in der Mitte; Jahreszahl 1623 darunter; Muschelhalbkreis als oberer Abschluss; Initialen vorhanden. |    |
|                | Historisches Haus                  |                               | 1780      | Historisches Haus, von 1780 |    |
|                | Historisches Haus                  |                               | 1801      | Historisches Haus, von 1801 |    |
|                | Schild                             |                               | 1790      | Geschmiedetes Wirtsschild; am Wirtshaus zum Ochsen, von 1790 |    |
| Weitere Bilder | Kapelle                            | Obereubigheim 17 (Karte)      | 1888      | Neugotische Kapelle mit Dachreiter, 1888 bez. |    |
|                | Eubigheimer Tunnel                 |                               |           | Eubigheimer Tunnel. Teil der Sachgesamtheit „Badische Odenwaldbahn“. |    |

### Hohenstadt
Bau-, Kunst- und Kulturdenkmale in Hohenstadt:
| Bild | Bezeichnung         | Lage                          | Datierung | Beschreibung | ID |
| ---- | ------------------- | ----------------------------- | --------- | --- | -- |
|      | Evangelische Kirche | Eubigheimer Straße 5 (Karte)  | 1778      | Evangelische Pfarrkirche in Hohenstadt. Saalbau mit Dachreiter und polygonalem Abschluss. Erbauungsstein, 1778 bez.                                                                                               | BW |
|      | Kriegerdenkmal      | Eubigheimer Straße 5 (bei)    |           | Kriegerdenkmal. An der evang. Kirche befindet sich eine, aus drei Teilen zusammengesetzte, Sandsteinstele mit einem Schwert das von Lorbeer umrankt wird. Daneben befinden sich zwei Namensplatten aus Sandstein. |    |
|      | Kapelle             | Eubigheimer Straße 23 (Karte) | 18. Jh.   | Kapelle. Schlichter Putzbau mit Dachreiter und geohrtem Portal und Fenstern. 18. Jahrhundert. | BW |

### Schillingstadt
Bau-, Kunst- und Kulturdenkmale in Schillingstadt:
| Bild | Bezeichnung         | Lage                    | Datierung | Beschreibung | ID |
| ---- | ------------------- | ----------------------- | --------- | --- | -- |
|      | Schule              | Kirchplatz 2            |           | Schule |    |
|      | Evangelische Kirche | Kirchplatz 8 (Karte)    | 1735      | Ev. Kirche. Saalbau mit Krüppelwalm und Chorturm. 1735 mit älterem Chorturm. Von einer gotischen älteren Kirche blieben untere Teile des Turms erhalten; Formen weißen auf das 15. Jahrhundert hin. | BW |
|      | Kanzel              | Kirchplatz 8 (Karte)    | 1771      | Kanzel der evangelischen Kirche; laut Inschrift am Schalldeckel im Jahre 1771 „übergoldet“ worden. | BW |
|      | St. Josef           | Lange Straße 59 (Karte) | 1776/1777 | Katholische Filialkirche St. Josef. Barocker Saalbau mit Dachreiter und polygonalem Abschluss. Geohrtes Portal mit Nische, darin Josefsstatue, 1776 bez. Eine Filialkirche von St. Kilian in Berolzheim. Von Kurfürst Karl Theodor im Jahre 1777 errichtet.                                                                                                 | BW |
|      | Rathaus             | Lange Straße 61 (Karte) | 1936      | Rathaus. Reicher Zierfachwerkbau mit rundem Torbogen, 1936 bez. | BW |
|      | Dorfbefestigung     |                         |           | Von der ehemaligen Dorfbefestigung, die den Ort einst umgab, sind keine Spuren mehr vorhanden. Das letzte von drei Toren, das „dicke“ Tor, gegen Eubigheim zu, wurde 1833 abgebrochen. |    |
|      | Kriegerdenkmal      | (Karte)                 |           | Kriegerdenkmal Erster und Zweiter Weltkrieg. Sandsteindenkmal mit der Figur eines liegenden ruhenden und erschöpften Soldaten. Darauf die Namestafel der Gefallenen und Verstorbenen des Ersten Weltkrieges. Links und Rechts zwei Sandsteinsäulen; darauf angebracht die Namenstafeln der Gefallenen, Vermissten und Verstorbenen des Zweiten Weltkrieges. |    |